# Iringa Rural (huyện)
Iringa Rural là một huyện thuộc vùng Iringa, Tanzania. Thủ phủ của huyện Iringa Rural đóng tại Iringa. Huyện Iringa Rural có diện tích 19898 ki lô mét vuông. Đến thời điểm điều tra dân số ngày 25 tháng 8 năm 2002, huyện Iringa Rural có dân số 245033 người.